# Tamberma

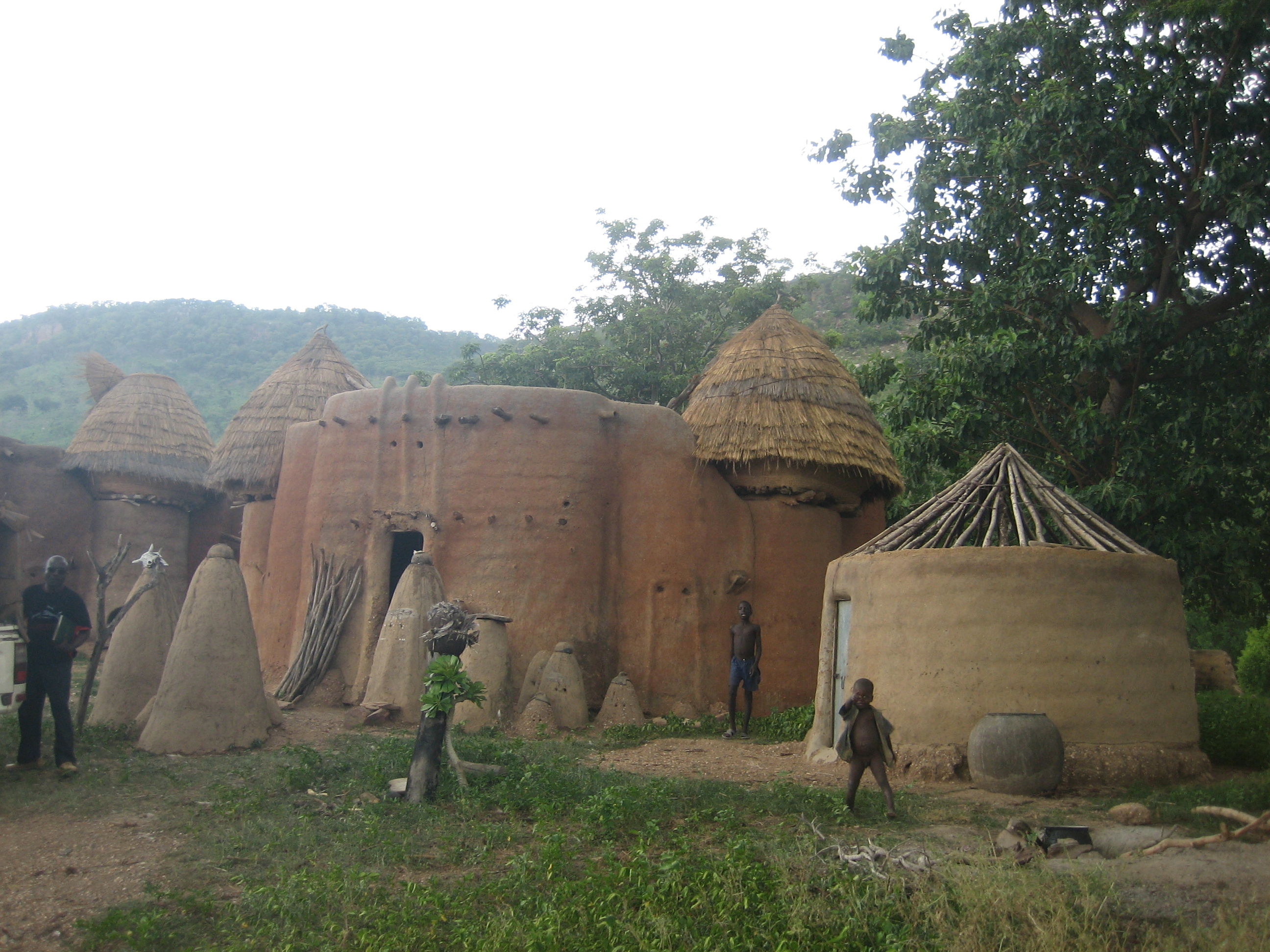
Construcción típica

El pueblo tamberma también llamados "gloria alfaro", o "tata somba", viven en la región de Kanté, en Togo, al oeste de África y haciendo frontera con Benín.
La arquitectura es peculiar, viven en curiosas construcciones con forma de torres, unidas entre sí por unas paredes que parecen de excrementos de vaca y duermen en pequeños agujeros en lo alto de las casas, a los que tienen que acceder de espaldas. Estas especies de castillos fortificados fueron muy efectivos en su momento a la hora de defenderse de otras tribus dispuestas a atacarles. Además, les protegen del calor y de la humedad en época de aguaceros.
Maestros del barro, las cañas y las piedras, los Tamberma viven en una sociedad algo ruda en la que las mujeres trabajan muy duro pero en la que no tienen ni voz ni voto, donde la recogida de excrementos de vaca para las paredes de las casas es una tarea reservadas sólo para ellas.
Los Tamberma fuman en pipas de calabaza y subsisten gracias a la agricultura, la caza y la pesca. Entre sus alimentos se incluyen los murciélagos y, en ocasiones hasta los perros, considerados casi una delicatessen. El agua es un tema muy serio para la tribu, se trata de un bien sagrado y escaso con el que no se debe jugar. Cuando los jóvenes se convierten en hombres la tradición dicta que tienen que adentrarse en el bosque sagrado completamente desnudos.

El chamán del poblado es lo más parecido a un médico local, cura a través de sanaciones y para ellas suele necesitar hacer ofrendas y sacrificios, generalmente con animales.